# Tsjechisch voetbalelftal (vrouwen)
Het Tsjechisch vrouwenvoetbalelftal (Tsjechisch: Česká ženská fotbalová reprezentace) is een voetbalteam dat uitkomt voor Tsjechië bij internationale wedstrijden, zoals het Europees kampioenschap.

## Prestaties op eindronden

### Wereldkampioenschap
| Jaar   | Resultaat           | Wed                 | W                   | G                   | V                   | DV                  | DT                  |
| ------ | ------------------- | ------------------- | ------------------- | ------------------- | ------------------- | ------------------- | ------------------- |
| 1991   | Niet gekwalificeerd | Niet gekwalificeerd | Niet gekwalificeerd | Niet gekwalificeerd | Niet gekwalificeerd | Niet gekwalificeerd | Niet gekwalificeerd |
| 1995   | Niet gekwalificeerd | Niet gekwalificeerd | Niet gekwalificeerd | Niet gekwalificeerd | Niet gekwalificeerd | Niet gekwalificeerd | Niet gekwalificeerd |
| 1999   | Niet gekwalificeerd | Niet gekwalificeerd | Niet gekwalificeerd | Niet gekwalificeerd | Niet gekwalificeerd | Niet gekwalificeerd | Niet gekwalificeerd |
| 2003   | Niet gekwalificeerd | Niet gekwalificeerd | Niet gekwalificeerd | Niet gekwalificeerd | Niet gekwalificeerd | Niet gekwalificeerd | Niet gekwalificeerd |
| 2007   | Niet gekwalificeerd | Niet gekwalificeerd | Niet gekwalificeerd | Niet gekwalificeerd | Niet gekwalificeerd | Niet gekwalificeerd | Niet gekwalificeerd |
| 2011   | Niet gekwalificeerd | Niet gekwalificeerd | Niet gekwalificeerd | Niet gekwalificeerd | Niet gekwalificeerd | Niet gekwalificeerd | Niet gekwalificeerd |
| 2015   | Niet gekwalificeerd | Niet gekwalificeerd | Niet gekwalificeerd | Niet gekwalificeerd | Niet gekwalificeerd | Niet gekwalificeerd | Niet gekwalificeerd |
| 2019   | Niet gekwalificeerd | Niet gekwalificeerd | Niet gekwalificeerd | Niet gekwalificeerd | Niet gekwalificeerd | Niet gekwalificeerd | Niet gekwalificeerd |
| / 2023 | Niet gekwalificeerd | Niet gekwalificeerd | Niet gekwalificeerd | Niet gekwalificeerd | Niet gekwalificeerd | Niet gekwalificeerd | Niet gekwalificeerd |
| Totaal | 0/9                 | 0                   | 0                   | 0                   | 0                   | 0                   | 0                   |

### Europees kampioenschap
- 1984 & 1987: Niet deelgenomen
- 1989: Kwartfinale, als Tsjecho-Slowakije
- 1991: Eerste ronde, als Tsjecho-Slowakije
- 1993 - 2022: Niet gekwalificeerd

## Statistieken
- Bijgewerkt op 11 maart 2017.

### Tegenstanders
| Tegenstander    | Wed. | W | G | V  | DV | DT | DS  |
| --------------- | ---- | - | - | -- | -- | -- | --- |
| Armenië         | 2    | 2 | 0 | 0  | 7  | 0  | +7  |
| Australië       | 2    | 0 | 0 | 2  | 2  | 9  | –7  |
| Azerbeidzjan    | 2    | 2 | 0 | 0  | 13 | 0  | +13 |
| België          | 3    | 1 | 1 | 1  | 6  | 4  | +2  |
| China           | 1    | 0 | 0 | 1  | 0  | 1  | –1  |
| Denemarken      | 3    | 0 | 0 | 3  | 1  | 7  | –6  |
| Duitsland       | 3    | 0 | 0 | 3  | 0  | 14 | –14 |
| Engeland        | 3    | 0 | 1 | 2  | 2  | 9  | –7  |
| Estland         | 4    | 4 | 0 | 0  | 28 | 1  | +27 |
| Finland         | 4    | 2 | 1 | 1  | 5  | 6  | –1  |
| Frankrijk       | 3    | 0 | 0 | 3  | 2  | 8  | –6  |
| Georgië         | 2    | 2 | 0 | 0  | 7  | 1  | +6  |
| Hongarije       | 6    | 2 | 2 | 2  | 13 | 12 | +1  |
| IJsland         | 2    | 2 | 0 | 0  | 5  | 2  | +3  |
| Ierland         | 3    | 1 | 1 | 1  | 5  | 3  | +2  |
| Italië          | 10   | 0 | 0 | 10 | 7  | 33 | –26 |
| Joegoslavië     | 2    | 1 | 0 | 1  | 3  | 3  | 0   |
| Kroatië         | 3    | 2 | 1 | 0  | 8  | 2  | +6  |
| Mexico          | 1    | 0 | 0 | 1  | 0  | 1  | –1  |
| Nederland       | 2    | 0 | 0 | 2  | 1  | 3  | –2  |
| Noord-Ierland   | 4    | 3 | 1 | 0  | 11 | 2  | +9  |
| Noord-Macedonië | 2    | 2 | 0 | 0  | 8  | 3  | +5  |
| Noorwegen       | 4    | 0 | 0 | 4  | 2  | 25 | –23 |
| Oekraïne        | 4    | 1 | 1 | 2  | 8  | 9  | –1  |
| Oostenrijk      | 4    | 1 | 2 | 1  | 11 | 7  | +4  |
| Polen           | 8    | 3 | 1 | 4  | 11 | 15 | –4  |
| Portugal        | 8    | 8 | 0 | 0  | 26 | 3  | +23 |
| Roemenië        | 2    | 0 | 2 | 0  | 0  | 0  | 0   |
| Rusland         | 1    | 0 | 1 | 0  | 0  | 0  | 0   |
| Schotland       | 4    | 2 | 0 | 2  | 10 | 6  | +4  |
| Slowakije       | 5    | 0 | 2 | 3  | 3  | 6  | –3  |
| Slovenië        | 3    | 3 | 0 | 0  | 9  | 2  | +7  |
| Spanje          | 4    | 0 | 1 | 3  | 5  | 10 | –5  |
| Wales           | 4    | 2 | 1 | 1  | 3  | 3  | 0   |
| Wit-Rusland     | 6    | 5 | 1 | 0  | 17 | 5  | +12 |
| Zuid-Afrika     | 2    | 2 | 0 | 0  | 2  | 0  | +2  |
| Zweden          | 4    | 0 | 1 | 3  | 2  | 6  | –4  |
| Zwitserland     | 3    | 1 | 0 | 2  | 4  | 10 | –6  |

FAČR · A-internationals · Bondscoaches · Selecties · Statistieken · Tsjechisch vrouwenelftal · Olympisch elftal · Tsjechië U21 · Tsjechië U20 · Tsjechië U19 · Tsjechië U18 · Tsjechië U17 · Tsjechië U16
EK 1996 · 
EK 2000 · 
EK 2004 · 
EK 2008 · 
EK 2012 · 
EK 2016 · 
EK 2020
WK 1998 · 
WK 2002 · 
WK 2006 · 
WK 2010 · 
WK 2014 · 
WK 2018 · 
WK 2022
OS 2000
1906 · 1907 · 1908 · 1909 – 1938 · 1939 · 1940 – 1993 · 1994 · 1995 · 1996 · 1997 · 1998 · 1999 · 2000 · 2001 · 2002 · 2003 · 2004 · 2005 · 2006 · 2007 · 2008 · 2009 · 2010 · 2011 · 2012 · 2013 · 2014 · 2015 · 2016 · 2017 · 2018 · 2019 · 2020 · 2021
Albanië ·
Andorra ·
Armenië ·
Australië ·
Azerbeidzjan ·
België ·
Bosnië en Herzegovina ·
Brazilië ·
Bulgarije ·
Canada ·
China ·
Costa Rica ·
Cyprus ·
Denemarken ·
Duitsland ·
Engeland ·
Estland ·
Faeröer ·
Finland ·
Frankrijk ·
Georgië ·
Ghana ·
Griekenland ·
Hongarije ·
Ierland ·
IJsland ·
Israël ·
Italië ·
Japan ·
Joegoslavië ·
Kazachstan ·
Koeweit ·
Kosovo ·
Kroatië ·
Letland ·
Libanon ·
Liechtenstein ·
Litouwen ·
Luxemburg ·
Malta ·
Marokko ·
Mexico ·
Moldavië ·
Montenegro ·
Nederland ·
Nigeria ·
Noord-Ierland ·
Noord-Macedonië ·
Noorwegen ·
Oekraïne ·
Oostenrijk ·
Paraguay ·
Peru ·
Polen ·
Portugal ·
Qatar ·
Roemenië ·
Rusland ·
San Marino ·
Saoedi-Arabië ·
Schotland ·
Servië ·
Slovenië ·
Slowakije ·
Spanje ·
Trinidad en Tobago ·
Turkije ·
Uruguay ·
Verenigde Arabische Emiraten ·
Verenigde Staten ·
Wales ·
Wit-Rusland ·
Zuid-Afrika ·
Zuid-Korea ·
Zweden ·
Zwitserland
Denemarken (2021) · 
Duitsland (1996, 2) · 
Engeland (2021) · 
Ghana (2006) · 
Griekenland (2012) · 
Italië (2006) · 
Kroatië (2016) · 
Kroatië (2021) · 
Nederland (2021) · 
Polen (2012) · 
Portugal (2008) · 
Portugal (2012) · 
Rusland (2012) · 
Schotland (2021) · 
Spanje (2016) · 
Turkije (2008) · 
Verenigde Staten (2006) ·
Zwitserland (2008)
Bond: FAČR 
 Mannen: Chance liga · Fortuna národní liga · ČFL / MSFL · Lagere voetbaldivisies · MOL Cup · Superpohár FAČR · Česko-slovenský Superpohár · Nationaal voetbalelftal 
 Vrouwen: I. liga žen · Nationaal vrouwenelftal